# Nueva Prensa de Oriente
Nueva Prensa de Oriente abrió sus puertas en Barcelona Estado Estado Anzoátegui, el 17 de marzo de 2005, ubicado en la Avenida Intercomunal en el Centro Empresarial Nueva Prensa, con una fuerza laboral de empleados distribuidos en diferentes niveles departamentales y jerárquicos que conforman el sistema operativo empresarial.
La empresa se cataloga como una organización innovadora y confiable, bajo los más altos estándares de competitividad tecnológica. Nueva Prensa De Oriente cuenta con un menú informativo que se clasifica en cuerpos, secciones, páginas especiales y suplementos especiales de acuerdo a los aspectos cotidianos que acontecen en el oriente del país.
En enero de 2012 hizo un refrescamiento de su imagen cambiando su formato estándar a uno con mayor color, dinamismo y en donde las imágenes juegan un papel fundamental para atraer al público más joven que hoy en día se ve más atraído por los materiales digitales. La idea fundamental es hacer un diario en donde las fotografías jueguen un papel primordial.

## Objetivo
Transmitir información a través de un medio de comunicación impreso de manera objetiva, oportuna, responsable, con calidad y utilidad, ajustada a los más elevados valores éticos.

## Misión
Brindar información veraz a la colectividad venezolana y ofrecer una alternativa publicitaria eficaz a las diferentes marcas comerciales que abarcan el mercado nacional, con un personal de óptimo rendimiento que realice un producto de alta calidad para cumplir con las perspectivas financieras de la empresa.

## Visión
Basados en nuestros propios valores y objetividad innovaremos como instrumento comercial e informativo; convirtiéndonos en la referencia nacional del periodismo por excelencia apoyados en un esquema que constituye un centro generador de conocimientos y hábitos útiles para la sociedad, amén de contribuir exitosamente con el desarrollo socioeconómico y cultural de Venezuela.